# اچ‌دی ۱۶۱۷۵
اچ‌دی ۱۶۱۷۵ یک ستاره است که در صورت فلکی برساوش قرار دارد.